# Ángel Aristimuño
Ángel Félix Aristimuño Prieto (Maturín, Venezuela, 11 de julio de 1989) es un activista político venezolano y presidente regional de Un Nuevo Tiempo en el estado Monagas. Fue candidato a la alcaldía de Maturín en las elecciones regionales de 2021 y coordinadores de campaña regional de Edmundo González en las elecciones presidenciales de Venezuela de 2024. Ángel fue detenido por agentes de seguridad el 13 de julio de 2024.

## Carrera
Ángel Aristimuño ha sido presidente regional del partido opositor Un Nuevo Tiempo en el estado Monagas. En las elecciones regionales de 2021 fue candidato a la alcaldía de Maturín. En vísperas de las elecciones presidenciales de Venezuela de 2024, también ha sido uno de los coordinadores del comando de campaña del candidato Edmundo González en el estado.

## Detención
Aristimuño fue detenido en la noche del 13 de julio de 2024, en Maturín, por funcionarios de la Dirección de Inteligencia Estratégica de la Policía Nacional Bolivariana. Cuando testigos preguntaron por una orden de detención, uno de los agentes aseguró que tenía fecha del 8 de julio. María Gabriela Hernández, diputada por el estado Monagas, informó que la orden fue dictada por el juez Erick Ferrer. Ángel fue acusado del cargo de «homicidio calificado en grado de frustración». Fue una de nueve personas detenidas en menos de 48 horass vinculadas con la campaña de Edmundo González en cuatro estados que fueron o iban a ser visitados por el candidato. Partidos y dirigentes políticos han condenado su detención y exigido su liberación inmediata.
Su esposa María Carvajal es candidata a Gobernadora de Monagas para las Elecciones regionales de 2025.